# Игнатович, Викентий Васильевич
Викентий Васильевич Игнатович (1803—1869) — российский педагог.
В 1822 году он окончил курс кандидатом прав в Педагогическом институте при Виленском университете. В 1824 году получил степень магистра и поступил преподавателем латинского языка и польской литературы в Могилёвскую гимназию. В 1831 году, по поручению попечителя Белорусского учебного округа, составил польскую грамматику для русских.
В 1834 году был назначен смотрителем Молодечненского уездного училища для дворян; в 1839 г. инспектором Гродненской губернской гимназии, а в 1847 году — директором училищ Олонецкой губернии.
В 1849—1860 годах был директором первой Петербургской гимназии и с 1850 года состоял членом комитета для рассмотрения учебных руководств.
В 1860 году он был назначен старшим чиновником особых поручений при Главном управлении цензуры, а по упразднении его в 1862 году, — чиновником особых поручений по делам книгопечатания (с 16.04.1862 по 01.09.1865). С 1867 года он преподавал педагогику в Императорском Историко-филологическом институте.
В «Журнале Министерства Народного Просвещения» в 1860—1862 гг. была напечатана серия статей Игнатовича о высших учебных заведениях в западной Европе, а также статьи по педагогическим вопросам и несколько рецензий. Отдельно были напечатаны:
- История английских университетов. — СПб.: тип. И. Огризко, 1861. — 150 с.
- Немецкие университеты в развитии их исторической и современной жизни. Ч. 1. — СПб.: тип. Рогальского и К°, 1864. — 244 с.
- Болонский университет в средние века. — 102 с.
- Женское образование и женские школы в теории и на практике. — СПб.: тип. Ф. С. Сущинского, [1865]. — 76 с.

Умер 5 (17) января 1869 года.